# CJ Egan-Riley
Conrad Jaden „CJ“ Egan-Riley (* 2. Januar 2003 in Manchester) ist ein englisch-irischer Fußballspieler, der als Innenverteidiger bei Olympique Marseille unter Vertrag steht.

## Karriere

### Verein
Egan-Riley begann im Jahre 2010 für Manchester City zu spielen und durchlief darauf die verschiedenen Jahrgänge der Jugendakademie. Er vertrat Manchester City u. a. im FA Youth Cup und der UEFA Youth League. Am 21. September 2021 gab er sein Profidebüt, als er im EFL-Cup für die Citizens gegen die Wycombe Wanderers in der Startformation stand. Sein Debüt in der UEFA Champions League gab er am 9. März 2022 beim 0:0 im Achtelfinale gegen Sporting Lissabon. Am 8. Mai 2022 gab Egan-Riley sein Premier-League-Debüt als in der zweiten Halbzeit beim 5:0-Heimsieg gegen Newcastle United für Aymeric Laporte in der 87. Minute eingewechselt wurde.
Im Juli 2022 wechselte Egan-Riley zum FC Burnley in die EFL Championship und unterschrieb dort einen bis 2026 laufenden Vertrag. Nach nur drei Einsätzen für Burnley in der zweiten Liga, wurde er im Januar 2023 an den schottischen Erstligisten Hibernian Edinburgh verliehen. Im Februar 2024 folgte die Leihe mit Kaufoption zur 2. Mannschaft von PSV Eindhoven.
Zur Saison 2025/26 folgte der Wechsel zu Olympique Marseille in die Ligue 1.

### Nationalmannschaft
Der in Manchester geborene Egan-Riley hat bisher England auf allen Ebenen von der U-15- bis zur U-19-Nationalmannschaft vertreten. Aufgrund seiner Abstammung ist er auch für die Republik Irland spielberechtigt, für die er 2018 am Victory Shield, einem Jugendturnier auf der U16 Ebene, teilnahm.

## Titel
- U21-Europameister: 2025